# Snitterby
Snitterby är en ort och civil parish i Storbritannien.   Den ligger i grevskapet Lincolnshire och riksdelen England, i den sydöstra delen av landet, 220 km norr om huvudstaden London. Snitterby ligger 20 meter över havet och antalet invånare är 215.
Terrängen runt Snitterby är platt. Runt Snitterby är det ganska tätbefolkat, med 70 invånare per kvadratkilometer. Närmaste större samhälle är Scunthorpe, 17,9 km nordväst om Snitterby. Trakten runt Snitterby består till största delen av jordbruksmark.